# 陸子才
陆子才（540年—581年），南朝陈吴郡（今江苏省苏州市）人，陆子隆的弟弟。
陆子才有才干谋略，跟随陆子隆征讨，有功，升任为南平郡太守，封始兴县子，食邑三百户。随吴明彻北伐，抵达宿预，监安州。担任中卫始兴王咨议参军，转任飙猛将军、信州刺史。太建十三年卒，时年四十二岁，赠员外散骑常侍。
　　